# Jan Czerski (zm. po 1635)
Jan Czerski herbu Ogończyk (zm. po 1635 roku) – starosta bobrownicki w latach 1623–1635, starosta nowomiejski w 1608 roku.
Poseł na sejm 1611 roku z ziemi dobrzyńskiej, deputat izby poselskiej do sprawy brandenburskiej. Poseł na sejm 1627 roku i sejm nadzwyczajny 1629 roku z ziemi dobrzyńskiej. Poseł na sejm 1631 roku i 1632 roku z województwa płockiego. Poseł sejmiku raciąskiego na sejm ekstraordynaryjny 1634 roku. Poseł na sejm koronacyjny 1633 roku, sejm zwyczajny 1635 roku.